# Sandra Kalniete
Sandra Kalniete (* 22. prosince 1952) je lotyšská politička, kunsthistorička, spisovatelka a diplomatka. Místopředsedkyně správní rady Latvijas Tautas fronte (1988, Lotyšská lidová fronta), lotyšská velvyslankyně při OSN (1993–1995) a ve Francii (1997–2002), lotyšská ministryně zahraničí (2002–2004), poslankyně Evropského parlamentu (od roku 2009).

## Životopis
Narodila se 22. prosince 1952 ve vesnici Togur v Tomské oblasti do rodiny deportovaných Lotyšů Ligity a Aivarse. Matka Ligita, roz. Dreifelde (1926–2006), byla deportována na Sibiř 14. června 1941 společně se svou matkou a otcem. V roce 1948 se vrátila do Lotyšska, ale v roce 1949 byla zatčena a poslána zpět. Otec Aivars (* 1931) byl se svou matkou deportován 25. března 1949.
30. května 1957 se čtyřletá Sandra Kalniete vrátila se svými rodiči do Lotyšska. Základní a střední školu navštěvovala v Rize (1960–1971). Dálkově studovala na katedře Dějin umění a teorie na Lotyšské umělecké akademii (1975–1981). Poté pracovala jako švadlena v salonu „Baltijas modes“ (Baltská móda) při výrobním svazu „Daile” (1981–1982). V roce 1983 se stala referentkou Svazu umělců Lotyšské SSR, poté byla výkonnou tajemnicí jeho představenstva (1987–1990). Působila také jako tajemnice v nakladatelství Liesma (1985–1987).

### Politická kariéra
V roce 1988 vstoupila S. Kalniete do politického hnutí Latvijas Tautas fronte, které hrálo významnou roli v procesu obnovení lotyšské nezávislosti, a stala se místopředsedkyní představenstva. Pracovala jako vedoucí protokolu na Ministerstvu zahraničních věcí Lotyšské republiky (1990–1993). Byla náměstkyní ministra zahraničí ve vládě Ivarse Godmanise a později první tajemnicí na lotyšském velvyslanectví ve Spojeném království. Absolvovala kurzy na Institutu mezinárodních vztahů University of Leeds (1992). Od roku 1993 do roku 1995 byla mimořádným a zplnomocněným velvyslancem Lotyšska v OSN a UNESCO v Ženevě. Navštěvovala kurzy Institutu mezinárodních vztahů na Ženevské univerzitě (1995).
Od roku 1997 do roku 2002 byla lotyšskou velvyslankyní ve Francii. Od listopadu 2002 do března 2004 byla ministryní zahraničí ve vládě Einarse Repšeho. V listopadu 2006 byla zvolena poslankyní lotyšského parlamentu Saeima. Po volbách do Evropského parlamentu 2009 se stala europoslankyní, opětovně byla zvolena ve volbách do Evropského parlamentu 2014. Ve volbách do Evropského parlamentu v roce 2019 byla Kalnieteová znovu zvolena do Evropského parlamentu za stranu Jaunā Vienotība. Kalniete byla zvolena místopředsedkyní Evropské lidové strany.

### Ocenění
Sandra Kalniete obdržela několik lotyšských i zahraničních ocenění, včetně nejvyššího lotyšského vyznamenání Řád tří hvězd (1995) a francouzského Řádu čestné legie (2001).

### Autorka
Ve své knize Ar balles kurpēm Sibīrijas sniegos (2001, V plesových střevíčkách sibiřským sněhem) sepsala Kalniete příběh svých rodičů vyhnaných Sibiř. Popsala osudy své rodiny, ale zároveň osudy celého lotyšského národa, jelikož v Lotyšsku neexistuje žádná rodina, která by netrpěla stalinistickými represemi či vyhnanstvím. Jedná se o nejvíce překládané lotyšské literární dílo od získání nezávislosti – kniha vyšla např. ve Francii, Německu, Itálii, Švédsku a České republice (2005, přeložil Michal Škrabal, vydal Lubor Kasal).